# キャラダチミュージアム〜MoCA〜
『キャラダチミュージアム〜MoCA〜』（キャラダチミュージアム モカ）は、2020年10月4日から2023年3月26日までフジテレビほかで放送されていた情操教育番組・バラエティ番組。

## 概要
本番組は「様々なキャラクターたちが集まる不思議な（架空の）美術館」という設定の番組。それまで子供番組などで様々なキャラクターや言葉や音楽などを生み出したフジテレビにとっての今回の企画は、それらのキャラクターたちが集まって色々な文化に触れられる架空の美術館というコンセプトの番組である。
『ひらけ!ポンキッキ』『ポンキッキーズ』などのポンキッキシリーズや『Go! Go! チャギントン』などの、フジテレビの子供向け番組で紹介された歌や「ミカンせいじん」「ゴー!ゴー!コニーちゃん」などのフジテレビ発のキャラクター、最果タヒの詩の朗読、YouTubeの動画作品、若手芸人のネタコーナーの他、実際の絵画作品も紹介して放送されている。
美術館の案内役となるキュレーターを務めているのは和田彩花。和田が美術に高い関心を示していることから起用が決まった。なお、番組中で和田が声を発するのはオープニング、エンディングのあいさつ、コーナーのつなぎの時、詩の朗読のコーナーの時である。フジテレビ地上波での放送後にフジテレビオンデマンドによる配信が行われている。なお、「MoCA」とは「The Museum Of CHARADACHI Art」の略であるという。

## 番組内のコーナー
名画紹介
20世紀以前に画家によって描かれた絵画がクラシックをBGMにしてテレビに映し出される。
歌コーナー
『ひらけ!ポンキッキ』『ポンキッキーズ』などのポンキッキシリーズ、『Go! Go! チャギントン』などの番組中に放送された歌が、当時そのままの映像と共に流れる。
ミカンせいじん
ゴー!ゴー!コニーちゃん
ね子とま太
モニカ トイ
- 2021年4月からは渡辺直美とのコラボ企画によるアニメを放送[5]。

最果タヒの詩の朗読
YouTube『AIさんTV』など動画作品紹介
『からだざつお』『なんでもカーグランプリ』（作・藤井亮、竹村武司）、伊豆見香苗の作画によるショートアニメ『＃伊豆見＃うし』シリーズ、『＃伊豆見＃あらいぐま_手洗い』など。
ゲイニン インスタレーション
若手芸人によるネタ見せコーナー。このコーナーから派生して、同じく芸人が出演する『ゲイニン オークション』『シチュエーションフェイス』『名画へハッシュタグをつけるなら？』の各企画も行われている。
和田の海外留学に伴い、2022年4月10日からでか美ちゃんがリアクターとして出演。
ハイパーポジティブよごれモン
クリープハイプの楽曲『ポリコ』から生まれた短編アニメーション。尾崎世界観は「錆崎くん」の声を担当。2021年4月18日スタート。
きょうのうらけん
浦井健治が自らキャラクターを描き、声優も担当する短編アニメーション。2021年5月2日スタート。
ぞうきんドッグ
BiSHのアイナ・ジ・エンドが考案した雑巾がモチーフのキャラクター「ぞうきんドッグ」のショートアニメ。ひらのりょうによる全10話のマンガ版をもとに製作。ぞうきんドッグ役の声優はザ・マミィの酒井貴士、ゴキブリのゴッドキング役の声優は同じくザ・マミィの林田洋平。2022年2月13日スタート。
ふと思ったんですけど
フジテレビのバラエティ番組『プレミアの巣窟』並びに同局の報道・情報番組『めざまし8』内で放送されるショートアニメ。
まうまうゆめ日記
津島ソラ作のショートアニメ。一緒に眠ると楽しい夢を見せてくれるぬいぐるみの「まう」と、そのまうに悪夢から救われた「ゆめちゃん」との物語。2022年6月5日スタート。
和田彩花のパリ日記
フランスに渡った和田彩花の日常と近況を綴るコーナー。2022年6月5日スタート。
ガチャピン・ムック 50周年企画展
2022年9月25日から。ガチャピン・ムック50周年企画展から、ガチャピンとムックの様々なチャレンジ企画を放送。

## 重大ニュースによる放送休止
2022年1月16日は、前日（2022年1月15日）13時10分頃 (日本時間) にフンガ・トンガで発生した火山噴火の影響で、0時15分に発令された津波警報を受けての報道特別番組を放送したため、急遽番組を休止した。

## キャラダチナイトミュージアム〜MoCA〜
本番組のスペシャル版『キャラダチナイトミュージアム〜MoCA〜』が、以下のように深夜の時間帯で放送されている。
ゲイニン展
- それまで『ゲイニン インスタレーション』コーナーで放送されたものの中から選りすぐったものを放送。
- 1回目は2021年6月5日深夜（6月6日未明、午前3:15 - 4:15）に放送。出演は吉住、トンツカタン、リンダカラー、田中上野、小川のブンちゃん、真空ジェシカ、どんぐりたけし、サツマカワRPG、ランジャタイ、ヒコロヒー、アントワネット、さすらいラビー、高田ぽる子、ブリキカラス、フタリシズカ、河邑ミク、AとB、森本サイダー、サスペンダーズ、上々軍団、ムラサキケマン、かぎしっぽ、Groovy Rubbish、カカロニ、青色1号。ネタコーナーの合間に『ね子とま太』『モニカ トイ』が、エンディングには『ゴー!ゴー!コニーちゃん』が登場した。
- 2回目は2021年12月16日深夜（12月17日未明、午前1:25 - 2:25）に放送。出演はキサラギ、きしたかの、スーパーニュウニュウ、リンダカラーたいこー、森本サイダー、赤もみじ、TAIGA、タッカーノ、桃沢健輔（金の国）、船引亮佑（ガクヅケ）、JP、ママタルト、ひつじねいり、センス爆発女、トンツカタン森本、サスペンダーズ、ネギゴリラ、ぽんぽこ、さわやか五郎（上々軍団）。ネタコーナーの合間に名画の紹介の他、名画同士の会話ネタ『妄想～なんて言ってる？～』、『名画へハッシュタグをつけるなら？』の企画、ショートアニメ『ゴー!ゴー!コニーちゃん』『＃伊豆見＃あらいぐま_手洗い』『＃伊豆見＃うし_バター』が登場した。
- 3回目は2022年7月12日深夜（7月13日未明、午前2:20 - 2:50）に放送。出演は春組織、フランスピアノ、上々軍団、寺田寛明、スーパーニュウニュウ、片倉ブリザード、リップグリップ、TCクラクション、赤もみじ、チカトプライド。
- 4回目は2023年1月23日深夜（1月24日未明、午前1:25 - 1:55）に放送。出演は金の国、きしたかの、オッパショ石、ジャガモンド、十九人、レインマンズ。間に『ガチャピン・ムック 50周年企画展』の企画を放送。
- 5回目は2023年2月3日深夜（2月4日未明、午前1:25 - 1:55）に放送。出演は竹内ズ、徳原旅行、人間横丁、ハチカイ、さんだる、ママタルト。間に『ガチャピン・ムック 50周年企画展』、『名画へハッシュタグをつけるなら？』の各企画を放送。

うらけんSP展
- 2021年9月23日深夜（9月24日未明、午前1:45 - 2:45）に、『きょうのうらけん』の特集を中心に、合間に名画紹介、ショートアニメ『＃伊豆見＃あらいぐま_手洗い』、『ゴー!ゴー!コニーちゃん』、及川チサの曲『ピーマンキッス』を挟んで放送。

## スタッフ
- 企画：出樋昌稔
- 構成：白武ときお
- 総合演出：渡辺資
- 音楽：SASUKE
- ロゴデザイン：we+
- スペシャルサンクス：石井浩二（以前は監修）、下川猛（以前は企画）
- ディレクター：青木優介、溝端幹央、橋本健、つづきますよ
- プロデューサー：齊藤真利、北夏朗、清水真紀子、鈴置広
- 制作協力：クラフト
- 制作著作：フジテレビジョン

### 過去のスタッフ
- プロデューサー：濱田舞、長瀬智紀

## 放送局
| 放送対象地域   | 放送局           | 放送時間                    | 備考    |
| -------------- | ---------------- | --------------------------- | ------- |
| 関東広域圏     | フジテレビ（CX） | 毎週日曜日 5:10 - 5:40(JST) |         |
| 岡山県・香川県 | 岡山放送（OHK）  | 毎週日曜日 6:30 - 7:00(JST) | 3週遅れ |